# Wausau (miejscowość w hrabstwie Marathon)
Wausau – miasto w Stanach Zjednoczonych, w stanie Wisconsin, w hrabstwie Marathon.